# Monasterio Paraíso
El Monasterio Paraíso se encuentra en el municipio Schlatt que pertenece al cantón de Turgovia en Suiza. Originariamente fundado por la orden de las hermanas pobres de Santa Clara era un conventa de monjas. Además de la iglesia también se alojan la Biblioteca de Hierro y un centro de educación empresarial de Georg Fischer SA en el terreno del monasterio.

## Historia

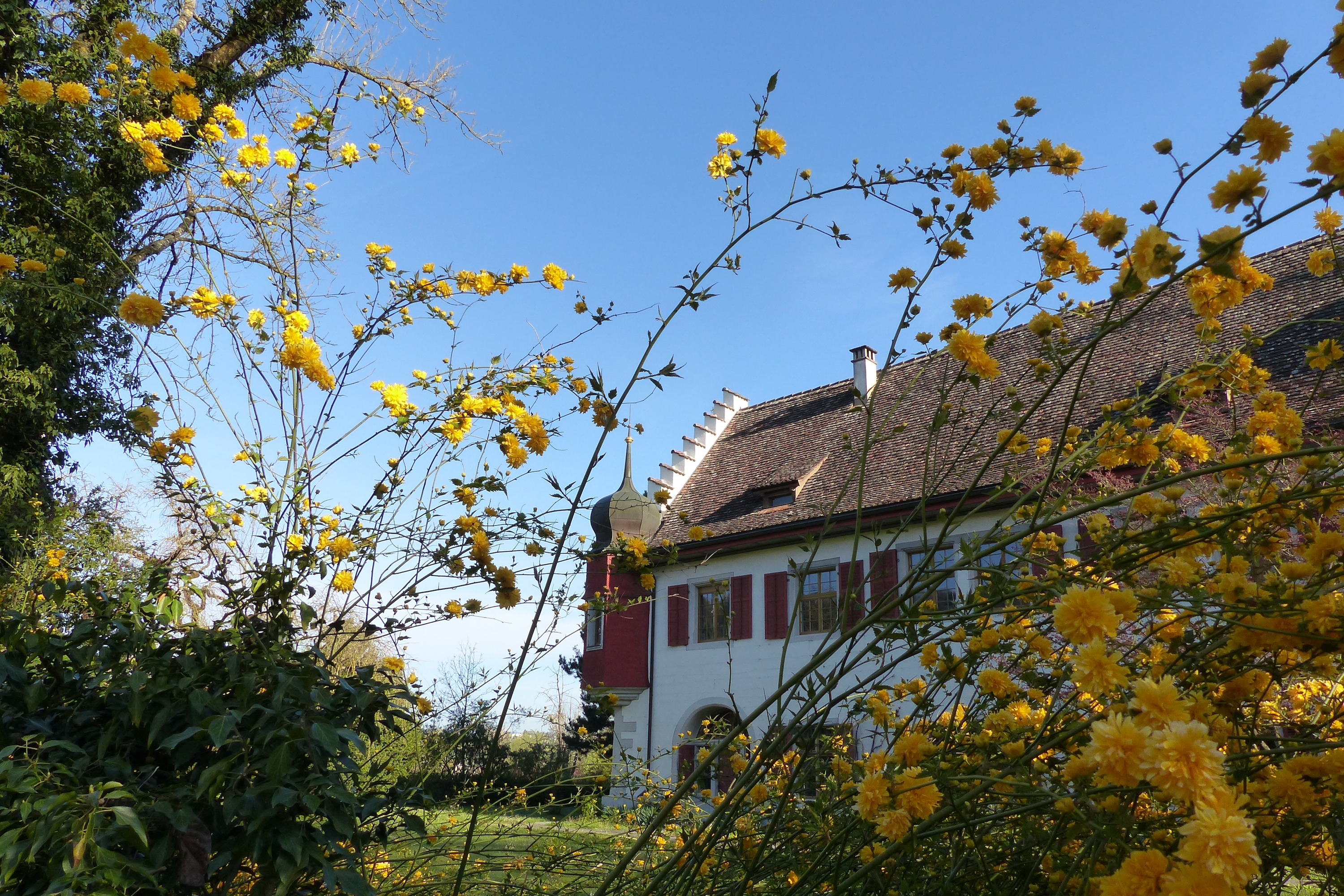
La Biblioteca de Hierro en primavera

El orden de las hermanas pobres de Santa Clara fue fundado por Santa Clara de Asís y formaba parte de las Orden Franciscanas. Gracias a una donación del conde Hartmann IV de Kyburg para el monasterio Schwarzach, las monjas del claustrum Paradysi apud Constantiam en Constanza (Alemania), del que más tarde adoptaron el nombre, se podían trasladar al lugar de hoy al lado del río Rin. 
A partir de 1324 el monasterio formaba parte del prebostazgo de Schaffhausen. Más tarde la pequeña ciudad Diessenhofen, en dirección oeste del Convento Paraíso, tomaba las pretensiones legales para los terrenos agrícolas de la abadía. Durante la Reforma protestante el funcionamiento del monasterio tenía que ser parado, siguiendo con la nueva fe. Sobre el año 1574 los derechos de soberanía pasaron a los antiguos cantones confederados. En 1578 el convento fue refundado. Apenas superaba los problemas que traía la Reforma, en noviembre de 1587 un incendio inmenso destruyó el monasterio entero. El incidente fue retenido por escrito: Das closter Paradyss hatt angfanngen brünen sambstag, den 11. November, umb die achte vor mitag und hatt den gannzen tag brunen; die wyl ein starker west wind das füer getriben und ye lännger ye mehr angezündt hatt. La reconstrucción del convento duraba casi dos décadas.
Al principio del siglo XIX el gobierno turgoviano prohibió el ingreso a nuevas Novicias. 1818 sobraron cuatro mujeres y cuatro beatas. En el año 1830 el pueblo cerca del convento quería reformar el monasterio en un centro de educación. Mas esa idea no fue autorizada por el gobierno cantonal. Cuando se murió la abadesa, el parlamento turgoviano decidió a subastar el monasterio. Como consecuencia de los últimos desarrollos, en 1836 fue cerrado.
1918 la sociedad anónima Georg Fischer compró el patrimonio del convento. Con motivo del 150 aniversario de Georg Fischer el convento fue restaurado completamente. Hoy en el edificio del convento se encuentran la Biblioteca de Hierro, cual es la única biblioteca especializada en la manufactura de hierro en Suiza, y un centro de educación. También la antigua iglesia del monasterio se convirtió a la iglesia parroquial de la parroquia católica del municipio Schlatt-Paradies. Los demás edificios pertenecen a Georg Fischer SA en Escafusa.

## Explotación agrícola del monasterio
Anteriormente la mayoría de los conventos fueron auto-abastecedores respectivamente eran dependiente a la agricultura del alrededor. Antes de la secularización el Monasterio Paraíso poseía aproximadamente 500 hectáreas de bosque, campo y prado pero también diferentes edificios entre otros establos, un molino y un aserradero. Hoy la empresa solo embarca 65 hectáreas de prado y campo. Se aprovecha de la mitad.  También hay caballos, cerdos y pollos. 

## Iglesia
La iglesia fue construida en 1587 en estilo franciscano que marca un método constructivo bastante simple y minimal. Por eso no podría tener una torre pero solo una torrecilla. Se puede entrar la nave larga por puertas decoradas con ojivas. La iglesia es consagrada al Arcángel Miguel.

## Literatura
- Hans Wilhelm Harder: Das Clarissinnen-Kloster Paradies, bis zum Schluß der Schirmherrschaft der Stadt Schaffhausen. Schaffhausen 1870 (E-Kopie).
- H. W. Salathé (Fotos), Werner Raths: . Verlag Niggli, Sulgen TG 1993, ISBN 3-7212-0278-3 (Bildband).
- Karl Schib, Hans Rippmann (Illustrator): . Georg Fischer, Schaffhausen 1951.
- Alfons Raimann: Die Kunstdenkmäler des Kantons Thurgau, Band V: Der Bezirk Diessenhofen. (Kunstdenkmäler der Schweiz Band 85). Hrsg. von der Gesellschaft für Schweizerische Kunstgeschichte GSK. Bern 1992, ISBN 3-909158-73-0, S. 318–404.
- Betty Sonnberger, Peter Niederhäuser, Raphael Sennhauser: Die Kloster- und Pfarrkirche St. Michael, Paradies. (Schweizerische Kunstführer, Nr. 746, Serie 75). Hrsg. Gesellschaft für Schweizerische Kunstgeschichte GSK. Bern 2001, ISBN 978-3-85782-746-4.
- Denkmalpflege Thurgau (Hrsg.): . Huber, Frauenfeld 2003, ISBN 3-7193-1339-5

## Enlaces Web
- Wikimedia Commons alberga una categoría multimedia sobre Monasterio Paraíso.
- Erich Trösch: Paradies. In: Historisches Lexikon der Schweiz (Diccionario histórico de Suiza)
- klostergutparadies.ch: Website (Enlaces Web)
- Paraíso/Schlatt, San Michele (Enlaces Web, kath. Seelsorgeverband Diessenhofen-Basadingen-Paradies)
- Monasterio Paraíso (Kultur in der Klosterkirche Paradies)

## Facturación detallada
Karl Schib, Hans Rippmann (Illustrator): . Georg Fischer, Schaffhausen 1951, S. 68.